# Little Bear (société de production)
Pour les articles homonymes, voir Little Bear.
Little Bear Production est une société de production cinématographique française fondée en janvier 1975 par Bertrand Tavernier et basée 7-9, rue Arthur-Groussier dans le 10e arrondissement de Paris. Le nom de la société provient de la première grand récompense de Tavernier : l'Ours d'argent pour le grand prix du jury qu'il obtint en 1974 pour L'Horloger de Saint-Paul.

## Équipe de direction
- Bertrand Tavernier : Gérant
- Frédéric Bourboulon : Producteur

## Films produits
- 1977 : La Question de Laurent Heynemann
- 1977 : Des enfants gâtés de Bertrand Tavernier

- 1980 : La Mort en direct de Bertrand Tavernier
- 1980 : Une semaine de vacances de Bertrand Tavernier
- 1981 : Coup de torchon de Bertrand Tavernier
- 1983 : La Trace de Bernard Favre, Bertrand Tavernier
- 1984 : Un dimanche à la campagne de Bertrand Tavernier
- 1984 : Mississipi Blues de Bertrand Tavernier et Robert Parrish
- 1986 : Autour de minuit de Bertrand Tavernier
- 1987 : Les mois d'avril sont meurtriers de Laurent Heynemann
- 1987 : La Passion Béatrice de Bertrand Tavernier
- 1989 : La Vie et rien d'autre de Bertrand Tavernier

- 1990 : Daddy nostalgie de Bertrand Tavernier
- 1991 : La Vieille qui marchait dans la mer de Laurent Heynemann
- 1991 : La Guerre sans nom de Bertrand Tavernier
- 1992 : L.627 de Bertrand Tavernier
- 1994 : La Fille de d'Artagnan de Bertrand Tavernier
- 1994 : Le Renoncement, documentaire de Gil Rabier et Nils Tavernier
- 1994 : Veillées d'armes : Histoire du journalisme en temps de guerre, documentaire de Marcel Ophüls
- 1995 : L' Appât de Bertrand Tavernier
- 1996 : Capitaine Conan de Bertrand Tavernier
- 1997 : L'amour est à réinventer : Dix histoires d'amour au temps du Sida, courts-métrages
- 1997 : Lumières sur un massacre : Dix films contre 100 millions de mines anti-personnel, courts-métrages
- 1997 : Nous habitons tous une île déserte de Jennifer Devoldère
- 1998 : Restons groupés de Jean-Paul Salomé
- 1998 : En deux temps, trois mouvements de Matthieu Belghiti
- 1999 : Ça commence aujourd'hui de Bertrand Tavernier
- 1999 : Ma petite entreprise de Pierre Jolivet
- 1999 : Les Passagers de Jean-Claude Guiguet

- 2000 : Laissez-passer de Bertrand Tavernier
- 2000 : Tout près des étoiles, documentaire de Nils Tavernier
- 2000 : Clémentine... plein de choses que vous savez pas ! de Francis Allegret
- 2000 : Pas d'histoires : Douze regards sur le racisme au quotidien, courts-métrages
- 2001 : Le Frère du guerrier de Pierre Jolivet
- 2001 : Une affaire privée de Guillaume Nicloux
- 2001 : Histoires de vies brisées : Les « double peine » de Lyon, documentaire de Bertrand et Nils Tavernier
- 2002 : Père et Fils de Michel Boujenah
- 2002 : Le Fruit de nos entrailles de Guillaume Terver
- 2002 : Le Bidonville des nuages, documentaire de Nils Tavernier
- 2003 : Cette femme-là de Guillaume Nicloux
- 2003 : Rwanda : Un cri d’un silence inouï, documentaire de Anne Lainé
- 2004 : Holy Lola de Bertrand Tavernier
- 2004 : Edy de Stéphan Guérin-Tillié
- 2006 : Ici Najac, à vous la terre de Jean-Henri Meunier
- 2007 : Dans la brume électrique de Bertrand Tavernier

## Sources
- Notices d'autorité :   - VIAF
  - BnF (données)
  - LCCN
  - Israël
  - Australie
  - WorldCat
- Ressources relatives à l'audiovisuel :   - IMDb
  - Unifrance